# Cyril Connolly
Cyril Connolly (Coventry, 10 de setembro de 1903 – Londres, 26 de novembro de 1974) foi um romancista e crítico literário inglês. Ele foi o editor da influente revista literária Horizon (1940-49) e escreveu Enemies of Promise (1938), que combinou crítica literária com uma exploração autobiográfica porque ele falhou em se tornar o autor de ficção de sucesso que aspirava ser sua juventude.

## Primeiros livros
O único romance de Connolly, The Rock Pool (1936), é uma obra satírica que descreve um bando de vagabundos dissolutos em um resort à beira-mar francês do fim da temporada, baseado em suas experiências no sul da França. Foi inicialmente aceito por uma editora de Londres, mas mudou de ideia. Faber and Faber foi um dos editores que o rejeitou e então Connolly o levou para Jack Kahane, que o publicou em Paris em 1936.
Connolly o seguiu com um livro de não ficção, Enemies of Promise (1938), a segunda metade do qual é autobiográfico. Nele, ele tentou explicar seu fracasso em produzir a obra-prima literária que ele e outros acreditavam que ele deveria ter sido capaz de escrever.

## Horizon
Em 1940, Connolly fundou a influente revista literária Horizon, com Peter Watson, seu financiador e editor de arte de fato. Ele editou Horizon até 1950, com Stephen Spender como editor associado não creditado até o início de 1941. Ele foi brevemente (1942-1943) o editor literário do The Observer até um desentendimento com David Astor. Durante a Segunda Guerra Mundial, ele escreveu The Unquiet Grave , uma coleção notável de observações e citações, sob o pseudônimo de 'Palinurus'.
De 1952 até sua morte, ele foi revisor-chefe adjunto (com Raymond Mortimer) do The Sunday Times.
Em 1962, Connolly escreveu Bond Strikes Camp, uma paródia do personagem de Ian Fleming envolvido em aventuras heroicas de propriedade duvidosa, conforme sugerido pelo título e escrito com o apoio de Fleming. Ele apareceu na London Magazine e em uma cara edição limitada impressa pela Shenval Press, Frith Street, Londres. Posteriormente, apareceu em Convicções anteriores. 
Connolly já havia colaborado com Fleming em 1952, escrevendo um relato dos Cambridge Spies Guy Burgess e Donald MacLean intitulado The Missing Diplomats, uma das primeiras publicações para a Queen Anne Press de Fleming.

## Trabalhos publicados
- The Rock Pool, 1935 (romance)
- Enemies of Promise, 1938
- The Unquiet Grave, 1944
- The Condemned Playground, 1945 (coleção)
- The Missing Diplomats, 1952
- The Golden Horizon, 1953 (editor; compilação de Horizon)
- Ideas and Places, 1953 (coleção)
- Les Pavillons: French Pavilions of the Eighteenth Century, 1962 (com Jerome Zerbe)
- Previous Convictions, 1963 (coleção)
- The Modern Movement: 100 Key Books From England, France, and America, 1880–1950, 1965
- The Evening Colonnade 1973 (coleção)
- A Romantic Friendship, 1975 (cartas para Noel Blakiston)
- Cyril Connolly: Journal and Memoir, 1983 (editado por  D. Pryce-Jones)
- The Selected Essays of Cyril Connolly, 1984 (editado por  Peter Quennell)
- Shade Those Laurels, 1990 (ficção, completada por Peter Levi)
- The Selected Works of Cyril Connolly, 2002 (editado por Matthew Connolly), Volume um: The Modern Movement; Volume dois: The Two Natures.